# 小行星9945
小行星9945（英語：9945 Karinaxavier）是一颗围绕太阳公转的小行星。1990年5月21日，埃莉諾·赫琳在帕洛马山发现了此天体。
这颗小行星的绝对星等为168.5344116654233等。